# Skandinaviens historie
 Der er for få eller ingen kildehenvisninger i denne artikel, hvilket er et problem. Du kan hjælpe ved at angive troværdige kilder til de påstande, som fremføres i artiklen.

Skandinaviens historie er de skandinaviske landes — Danmark, Norge og Sveriges samlede historie. 

## Forhistorisk tid
I det træfyldte Skandinavien var der ikke noget stort behov for at lave værktøjer af mineraler. Derfor er der den dag i dag ikke mange fund fra den skandinaviske stenalder, bronzealder eller jernalder bortset fra et begrænset antal værktøjer lavet af sten, bronze og jern, nogle få smykker og andre pyntegenstande samt stendysser. Dog eksisterer en vigtig samling af udbredte stentegninger, kendt som helleristninger.

### Stenalderen

#### Palæolitikum (ældre jægerstenalder)
Da isen trak sig tilbage, begyndte rensdyr at græsse på de sletter, som befinder sig i det nutidige Danmark og sydlige Sverige. Her eksisterede Ahrensburgkulturen, stammer, som jagede i 100.000 km² store landområder og boede i tipier på tundraen. I disse områder var der ikke mange træer ud over arktisk hvid birk og røn, men nåleskoven blev langsomt udbredt.

#### Mesolitikum (yngre jægerstenalder)
I det 7. årtusinde f.Kr., hvor rensdyrene og deres jægere var begyndt at drage mod det nordlige Skandinavien, var der vokset skove op rundt omkring. En kultur kaldet Maglemosekulturen levede i Danmark og det sydlige Sverige, og nord for dem, i Norge og det meste af det vestlige Sverige, opstod Fosna-Hensbackakulturen som hovedsageligt levede langs de rigtvoksende skoves kyster. Ved at bruge ild, både og stenværktøjer kunne disse stenaldermennesker overleve i det nordlige Europa. De nordlige jægere/samlere fulgte hjordene og laksestimerne sydpå om vinteren og nordpå, når det blev sommer igen. 
Disse tidlige folkeslag havde kulturelle traditioner meget lig dem, der i vore dage kendes i de nordligste regioner – områder som Finland, Rusland og over Beringstrædet til den nordligste del af Nordamerika(med dele af nutidens Alaska og Canada).
Op gennem det 6. årtusinde f.Kr. var det sydlige Skandinavien dækket af frodige skove. I disse skove fandtes forskellige dyrearter så som urokser, bisoner, elge og kronhjorte. De lokale stammer, kaldet Kongemosekulturen, levede af disse dyr. Ligesom deres forgængere jagede de også sæler og fiskede i de fiskefyldte farvande. Nord for Kongemosefolket levede andre jægere og samlere i det meste af det sydlige Norge og Sverige, kaldet Nøstvet- og Lihultkulturen, efterkommere af Fosna-Hensbackakulturen. Disse kulturer jagede stadig i slutningen af det 6. årtusinde f.Kr., hvor Kongemosekulturen blev afløst af Ertebøllekulturen sydpå.

#### Neolitikum (bondestenalder)
Gennem det 5. årtusinde f.Kr. lærte Ertebøllefolket at lave lergenstande fra nabostammer sydpå, som var begyndt at opdyrke jorden og holde husdyr. Snart begyndte Ertebøllefolket også at dyrke jorden, og omkring 4000 f.Kr. blev de en del af den megalitiske tragtbægerkultur.
Gennem det 4. årtusinde f.Kr. bredte disse tragtbægerstammer sig ind i Sverige op til Uppland. Nøstvet- og Lihultstammerne lærte nye teknologier af de fremrykkende jordbrugere, dog ikke landbrug, og blev til grubekeramisk kultur hen imod slutningen af det 4. årtusinde f.Kr. Disse grubekeramiske stammer stoppede jordbrugernes fremtrængen og tvang dem sydpå ind i det sydvestlige Sverige. Nogle mener, at jordbrugerne ikke blev dræbt eller jaget bort, men i stedet frivilligt blev en del af den grubekeramiske kultur. Mindst én boplads lader således til at have været blandet, nemlig Alvastra bopladsen.

### Bronzealder
Skandinavien nåede bronzealderen ret sent sammenlignet med resten af Europa via handel. Alligevel kan skandinaviske fund fremvise omfattende og velbevarede genstande af uld, træ og importeret bronze og guld fra Centraleuropa. I denne periode opstod den først kendte højtstående civilisation i området. Skandinaverne overtog mange symboler fra Centraleuropa og Middelhavsområdet samtidig med, at de skabte nye stilarter og genstande. Man har sporet træk fra den mykeniske, fønikiske og oldegyptiske kultur samt Villanova-kulturen blandt de mulige påvirkninger i skandinavisk kunsthåndværk fra denne periode. Baggrunden for disse påvirkninger menes at stamme fra handlen med rav, og der er i mykenske grave fra perioden fundet rav fra Østersøen. Adskillige helleristninger viser skibe, og de store stenformationer, kaldet stenskibe viser tydeligt, at søfart spillede en vigtig rolle i datidens liv. Adskillige helleristninger viser skibe, der med rimelighed kan stamme fra Middelhavsområdet.
Fra denne periode stammer mange gravhøje og helleristningsfelter, hvis betydning fortsat er uklar. Ligeledes er der fundet adskillige genstande af bronze og guld. De ret grove træk i helleristningerne sammenlignet med bronzearbejderne har givet anledning til en teori om, at de blev skabt af forskellige kulturer eller sociale grupper. Der eksisterede ikke noget skriftsprog i de nordiske lande i bronzealderen.
Efter at have set lignende helleristninger i Qobustan-området i Aserbajdsjan opstillede arkæologen og historikeren Thor Heyerdahl en teori om, at oprindelsen til den skandinaviske befolkning kan spores til området, der nu kendes som Aserbajdsjan. Han foreslog ligeledes, at den øverste nordiske gud, Odin, var en historisk skikkelse, der kom til Skandinavien fra Aserbajdsjan.

Den nordiske bronzealder var karakteriseret ved et relativt varmt klima (i sammenligning med Middelhavsområdet). Det muliggjorde en relativt stor befolkningstæthed, men det blev afsluttet i forbindelse med en klimaændring i form af mere nedbør og kulde (det er blevet foreslået at begrebet fimbulvinter stammer fra denne periode), og det er meget sandsynligt, at klimaet sendte de germanske stammer mod syd til det centrale Europa. I denne periode påvirkede skandinaverne de østeuropæiske kulturer i stort omfang, og i Jordanes' Getica nævner forfatteren, at goterne stammede fra Skandinavien (eller Scandza, som han kaldte det). Tilsvarende skal flere andre østgermanske stammer have skandinavisk oprindelse f.eks. longobarder, burgunder og heruler. Dette falder i tråd med, at det i oldtiden var en udbredt opfattelse, at Norden var nationernes skød.

### Jernalder

#### Førromersk jernalder
Den nordiske bronzealder fandt sin afslutning med det koldere og fugtigere klima. Fra denne periode er det småt med arkæologiske fund. Det er også i denne periode, at de germanske stammer begynder at blive kendt i Middelhavsområdet og hos romerne.
I begyndelsen var jernet en luksusartikel, der blev brugt til smykker. De første genstande var nåle, men der er ligeledes fundet sværd og segl. Bronze blev fortsat brugt i hele perioden, men mest til smykker. Traditionerne fra bronzealderen fortsatte, men der kom stærke påvirkninger fra Hallstattkulturen i Centraleuropa. Man fortsatte bronzealdertraditionen med at brænde de afdøde og komme asken i urner. Man taler her om urnemarkskulturen. Mod slutningen af perioden spredte påvirkninger fra den centraleuropæiske La Tène-kultur sig til Skandinavien over det nordvestlige Tyskland, og der er fund fra denne periode i alle områder i det sydlige Skandinavien. Fra den tid har arkæologer fundet sværd, skjoldbukler, spydspidser, sakse, segl, tænger, knive, nåle, spænder, kedler etc. Bronze blev fortsat brugt til halssmykker og kedler i en stil, der er fortsat fra bronzealderen. Et af de mest imponerende fund er Dejbjergvognen fra Ringkøbing-egnen, en firhjulet trævogn med bronzebeslag.

#### Romersk jernalder
Mens mange germanske stammer opretholdt fast kontakt med Romerriget i form af deres kultur og militære tilstedeværelse, befandt det meste af Skandinavien sig i den yderste periferi af den latinske verden. Med undtagelse af enkelte henvisninger til sveerne og göterne forblev Skandinavien ubeskrevet hos romerske forfattere.
I Skandinavien var der stor import af varer, så som mønter (der er fundet mere end 7.000), kar, bronzefigurer, glasbægre, lakspænder, våben etc. Ydermere var mønstre på metalgenstande og lerkar tydeligt romersk præget. Man stødte også for første gang på ting som fåresakse og spillebrikker. I det 3. og 4. århundrede blev der også indført teknologier fra germanske stammer, som havde slået sig ned på nordsiden af Sortehavet, så som runer.
Fra perioden kender man mange fund af moselig i Danmark, Schleswig og det sydlige Sverige. Sammen med ligene fandtes også våben, husholdningsgenstande og uldklæder. I Nydam Mose i Schleswig er der fundet store robåde fra det 4. århundrede.
Mange blev begravet uden at være brændt i de første 3 århundreder, men traditionen med ligbrænding vendte tilbage igen.
I det 5. og 6. århundrede blev guld og sølv mere og mere almindeligt. Tiden var præget af germanske stammers plyndringer af Romerriget, og skandinaver bragte guld og sølv med herfra. En ny jernalder var ved at blive etableret i det nordlige Europa: Germansk jernalder.

#### Germansk jernalder
Perioden efter Romerrigets fald kaldes germansk jernalder og opdeles i ældre germansk og yngre germansk jernalder, i Sverige kendt som Vendeltiden (550-800) med rige gravfund i området omkring Mälaren. Ældre germansk jernalder er den periode, hvor daner dukker op i historien som – ifølge Jordanes – stammer fra sveerne, som havde overtaget efter herulerne.
I forbindelse med Romerrigets fald flød store mængder af guld til Skandinavien, og der er fremragende guldsmedearbejder fra den periode. Guldet blev blandt andet anvendt til pynt på skeder og brakteater. Særligt kendt er Guldhornene fra Gallehus.
Efter opløsningen af Romerriget blev guld sjældnere, og skandinaverne begyndte at lave genstande af forgyldt bronze med fletmotiver af dyr i skandinavisk stil. I den tidlige periode er dyrene i motiverne ret naturtro, mens de i den sene periode bliver til mere komplicerede former i flettede og sammenblandede kanter, noget der senere også kendes fra vikingetiden.

## Vikingetiden
Vikingetiden er betegnelsen for perioden mellem 793 og 1066 i Skandinavien. I denne periode foretog vikingerne (skandinaviske krigere og handelsmænd) plyndringer, kolonisering og udforskning af store dele af Europa, Mellemøsten, det nordlige Afrika, og de nåede endda til Nordamerika, mere præcist til Newfoundland.
Begivenheden, der markerer begyndelsen på vikingetiden i 793, er vikingernes plyndring af det indflydelsesrige kloster Lindisfarne, mens afslutningen regnes til året for den mislykkede invasion af England forsøgt af Harald Hårderåde i 1066 og normannernes erobring efter slaget ved Hastings samme år.

### Koloniseringstiden
Koloniseringstiden begyndte omkring år 800. Vikingerne invaderede og slog sig i større eller mindre omfang ned i England, Grønland, Færøerne, Island, Irland, Livland, Normandiet, Shetlandsøerne, Sicilien, Rusland og Vinland. Svenske folk drog mest i Østerled, dvs til Rusland, Livland og andre østlige områder, mens norske og danske folk koncentrerede sig om det vestlige og nordlige Europa, kaldet Vesterled. Folkene, der rejste mod øst, kaldtes også væringer (ordet betyder edsvorne mænd), og de grundlagde ifølge de ældste slaviske kilder Kiev-Rusland, den største østeuropæiske magt før mongolernes invasioner. Krigerne i Vesterled, som primært blev kendt som vikinger, efterlod sig omfattende kulturelle spor i områder som Normandiet, England og Irland, hvor Dublin blev grundlagt af invaderende vikinger. Island blev først koloniseret i 9. århundrede.
Islandske Leif Eriksson er en kendt skikkelse i vikingernes og skandinavisk historie, idet han blev en af de første registrerede europæere, der nåede Nordamerika. Han sejlede over Atlanterhavet og endte i Newfoundland, hvor han kristenede området, han kaldte Vinland. Han udviste imidlertid ikke den store interesse i opretholde en permanent koloni så langt mod vest, men erklærede i stedet det nærliggende Grønland som en del af nordisk interesseområde og opmuntrede til etablering af samfund her i stedet for på den amerikanske kyst. En gruppe arkæologer sandsynliggjorde vikingernes tilstedeværelse på Newfoundland med udgravningen af en vikingelandsby i L'Anse aux Meadows i 1960, hvor man fandt blandt andet rester af huse og genstande med runer. Gradvis tilførsel af rejsende til Grønland af vikinger grundlagde øens oprindelige befolkning, men det forblev et ret lille samfund. Senere blev øen befolket af inuitter og andre oprindelige folkeslag fra det canadiske fastland.
Vikingerne betragtede disse kolonier som udvidelser af deres hjemlande, og opfattelsen af en ny verden voksede først frem, da man fik forbindelse med de oprindelige folkeslag fra de koloniserede områder.
Se også:
- Skandinavisk kolonisering af Amerika
- Koloniseringen af Island
- Grønlands historie

### Overgang til kristendom
Vikingernes religiøse overbevisning var tæt knyttet til nordisk mytologi med fokus på kamp, ære og ideen om Valhal, det mytologiske hjemsted for guderne og de faldne krigere.
Overgangen til kristendom fandt sted senere end de fleste andre steder i Europa. I Danmark var det Harald Blåtand, der kristnede landet omkring 980. I Norge gik processen i gang under Olav Tryggvason (hersker 995-ca.1000) og Olav den Hellige (hersker 1015-1028). De var begge blevet frivilligt døbt i udlandet. Olaf den Hellige bragte engelske gejstlige med til Norge, og landets overgang fra nordisk mytologi til kristendom var i stort omfang resultatet af engelske missionærers indsats. Som et resultat af herskernes og efterhånden det meste af landets overgang til kristendom, blev de gamle shamanistiske skikke trængt i baggrunden og ind i mellem forfulgt. Vølver, der praktiserede sejd, en skandinavisk før-kristen tradition, blev henrettet eller landsforvist under det nye kristne herredømme i det 11. og 12. århundrede.
Det islandske alting ved at indføre kristendom i år 1000 (Siðaskiptin) efter pres fra den norske konge. Goden (høvding) Þorgeir Þorkelsson var en af initiativtager hertil.
Sverige var lidt længere om at overgå til kristendom, idet hedenske skikke fortsat var almindelige i afsidesliggende samfund et godt stykke op i det 11. århundrede. En kort svensk borgerkrig, der fandt sted i 1066, afspejlede splittelsen mellem dyrkerne af de hedenske religiøse skikke og fortalerne for kristendommen; Uppsala, der oprindeligt var et center for de hedenske religiøse aktiviteter, skiftede over til kristendommen og blev svensk ærkebispesæde i 1164. Overgangen til kristendom i Skandinavien foregik nogenlunde samtidig med afslutningen på vikingetiden. Kristendommens indførelse menes at have støttet vikingesamfundenes tilpasning til den overordnede religiøse og kulturelle struktur på det europæiske kontinent.

## 1100 – 1600

### Kalmarunionen
Kalmarunionen var en serie personalunioner (1397-1520), som samlede de tre kongedømmer, Danmark, Norge og Sverige under en enkelt monark. Landene opgav deres suverænitet, men ikke deres uafhængighed, og divergerende interesser (specielt svensk utilfredshed med den danske og Holsteinske dominans) gav anledning til konflikter, der gav unionen problemer fra 1430'erne til dens opløsning i 1523. 
I årene der fulgte var der flere forsøg på at genoplive unionen, men Den Nordiske Syvårskrig satte endegyldigt en stopper for unionen og understregede Sveriges status som en af Europas stormagter.

### Reformationen
Reformationen kom til Skandinavien i 1530'erne. Skandinavien blev hurtigt et kerneområde for lutheranismen.

## 1600-tallet

### Sverige som stormagt
Sveriges stormagtstid begyndte under Karl IX. I forbindelse med en krig mod Rusland vandt Sverige større territorier østpå. Flere andre krige med Polen, Danmark-Norge og tyske stater gave anledning til yderligere svensk ekspansion, på trods af lejlighedsvise tilbageslag som ved Kalmarkrigen. Flere krige fulgte snart efter, heriblandt Den store nordiske krig og Skånske krig. Danmark led mange nederlag i denne periode. Med Karl XI som regent blev riget omsider konsolideret i form af enevælde.

### Trediveårskrigen
Trediveårskrigen var en serie konflikter, der blev udkæmpet i perioden 1618-1648 hovedsageligt mellem de centraleuropæiske magter og det tysk-romerske rige, men som involverede de fleste af de større magter i Europa. Der var flere grunde til konflikten. Som udgangspunkt var det en religiøs strid mellem protestanter og katolikker, men huset Habsburgs selvopholdelse var også et centralt motiv. Danmark og Sverige gik med i krigen på forskellige tidspunkter for at beskytte deres interesser.
Danskerne gik med, da den danske konge, Christian IV (1577-1648), som lutheraner hjalp tyskerne ved at stå i spidsen for en hær mod det tysk-romerske rige, idet han frygtede, at Danmarks suverænitet som protestantisk nation var i fare. Den danske deltagelse foregik i perioden 1625-1629. Christian IV havde vist stor klogskab i forholdet med det nordlige Tyskland (Hamburg var blevet tvunget til at acceptere dansk overhøjhed i 1621, og i 1623 var den danske kronprins blevet biskop af Bremen-Verden). Christian IV havde haft stor succes som administrator og havde opnået en stabilitet og velstand til landet, der var temmelig enestående i Europa på den tid. Øresundstolden og krigserstatninger fra Sverige havde bidraget hertil. Det eneste land i Europa, der kunne matche den danske velstand, var Bayern. Danmark blev også støttet af den franske magthaver, Kardinal Richelieu, der velvilligt betalte dansk indtrængen i Tyskland. Christian IV stod her i spidsen for en hær på 20.000 lejesoldater.
Den svenske deltagelse foregik i perioden 1630-1635. Ved Ferdinand 2.'s hof var man bange for, at Wallenstein ville få for meget magt, så Ferdinand II afskedigede Wallenstein i 1630. Han blev dog nødt til at tage ham til nåde igen, da svenske tropper med Gustav II Adolf i spidsen angreb kejserdømmet og sejrede i en række betydningsfulde slag.
Gustav Adolf kom, som Christian IV før ham, de tyske lutheranere til undsætning ved at foregribe katolsk aggression mod deres område. Derved opnåede han økonomisk indflydelse på de tyske stater ved Østersøen. Og lige som Christian IV blev Gustav Adolf støttet økonomisk af Richelieu, den franske kong Ludvig XIII's førsteminister, samt af hollænderne. I perioden 1630-1634 drev hans styrker de katolske styrker tilbage og genvandt derved store dele de besatte protestantiske områder.

## 1700-tallet

### Den Store Nordiske Krig
Den Store Nordiske Krig er betegnelsen for den krig, der blev udkæmpet i perioden 1700-1721 mellem en koalition bestående af Rusland, Danmark-Norge og Sachsen-Polen (fra 1715 også Preussen og Hannover på den ene side og Sverige på den anden. Den indledtes med et koordineret angreb fra koalitionens side på Sverige i 1700 og sluttede i 1721 med indgåelsen af Freden i Nystad og Stockholm-aftalerne. Resultatet af krigen blev, at Rusland overtog Sveriges plads som den dominerende magtfaktor i ved Østersøen og blev en af de store spillere på den europæiske politiske scene.

### Kolonialisme
Såvel Sverige som Danmark havde kolonier uden for Skandinavien fra starten af det 17. århundrede til op i det 20. århundrede. Danmark havde kolonier i Grønland og Island i Nordatlanten. I Caribien etablerede Danmark en koloni på St. Thomas i 1671, St. John i 1718 og købte St. Croix af Frankrig i 1733. Danmark havde endvidere kolonien Trankebar i Indien, hvorfra Dansk Ostindisk Kompagni opererede. Sverige gav tilsvarende tilladelse til Svensk Ostindisk Kompagni. I storhedstiden importerede disse to selskaber mere te end Britisk East India Company – og smuglede 90% heraf ind i England, hvor det kunne sælges med stor profit. Begge de nordiske østindiske kompagnier gik fallit under Napoleons-krigene. Sverige havde for en kort periode endvidere kolonier i Nordamerika og Saint-Barthélemy (1785-1878) og Guadeloupe i Caribien.

## 1800-tallet

### Napoleonskrigene
Skandinavien var splittet under Napoleonskrigene. Sverige tilsluttede sig den tredje koalition i 1805 mod Napoleon. Koalitionen blev dog brudt af Rusland, der invaderede Finland og dermed tvang Sverige til at opgive magten over området. På samme tid blev det også besluttet, at da Karl XIII var barnløs, skulle den franske marskal Jean-Baptiste Bernadotte indsættes som den næste konge. Bernadotte var oprindeligt en af Napoleons atten generaler, som imidlertid i 1813-14 besluttede at gå på svensk side mod Frankrig. Den prominente svenske baron Karl Otto Mörner var en af fortalerne for at indsætte den unge soldat som svensk konge.
Danmark-Norge blev involveret i konflikten efter den britiske flådes belejring af de danske havne. Briterne angreb derefter den danske flåde i Slaget på Reden i 1801 og hovedstaden i Københavns bombardement i 1807. Den danske flåde blev ødelagt i 1801, men blev genopbygget, beslaglagt og igen ødelagt i 1807. En række slag, Slaget ved Sjællands Odde, Slaget ved Lyngør og Slaget om Anholt, fandt sted mellem resterne af den danske flåde og den britiske i de følgende år, idet danskerne forsøgte at bryde den britiske blokade, i det der blev kendt som Englandskrigene. Ved krigens afslutning blev Danmark tvunget til at afstå Helgoland til England og Norge til Sverige.

### Sverige-Norge
Den 14. januar 1814 blev freden i Kiel i Kiel indgået, og Norge blev afstået til Sverige. I et forsøg på at få kontrol over sin egen skæbne indkaldte nordmændene til rigssamling og 17. maj 1814 blev den norske forfatning undertegnet. Den danske prins, Christian Frederik, blev af forsamlingen valgt som konge.
Den svenske konge afviste at anerkende et uafhængigt Norge og iværksatte et militærfelttog 27. juli 1814 med et angreb på Hvaler øerne og Frederikstad. Den svenske hær var talmæssigt overlegen, bedre udrustet og uddannet og blev anført af en af Napoleons bedste generaler, den nyvalgte svenske kronprins Jean-Baptiste Bernadotte (Carl Johan). Slagene var kortvarige og blev overlegent vundet af svenskerne. Forhandlingerne om våbenstilstand blev afsluttet 14. august 1814.
Under fredsforhandlingerne gik Christian Frederik med til at afstå fra krav på den norske krone og returnere til Danmark, hvis Sverige ville acceptere den demokratiske norske forfatning og en løs personalunion.
Efter voksende utilfredshed med unionen i Norge krævede parlamentet ensstemmigt dens opløsning 7. juni 1905. Denne ensidige handling blev mødt med svenske trusler om krig. En folkeafstemning 13. august bekræftede parlamentets beslutning med et flertal på 368.208 mod 184. Forhandlinger i Karlstad førte til en aftale med Sverige 23. september og gensidig demobilisering. Begge parlamenter ophævede Unionsaktet 16. oktober og den afsatte svenske kong Oscar II gav afkald på den norske krone og anerkendte Norge som et uafhængigt kongedømme 26. oktober. Det norske parlament tilbød tronen til prins Carl af Danmark, som accepterede, efter at endnu en folkeafstemning havde vedtaget monarkiet. Han ankom til Norge 25. november 1905 og tog navnet Haakon VII.

### Den Finske krig
Den Finske krig blev udkæmpet mellem Sverige og Rusland i perioden februar 1808 til september 1809. Krigen resulterede i, at Finland, som udgjorde den østlige tredjedel af det svenske rige, nu blev til Storfyrstendømmet Finland, som efter finsk opfattelse var i personalunion med det russiske imperium. Finland forblev en del af det russiske imperium til 1917, hvor landet blev selvstændigt. En anden betydningsfuld konsekvens af krigen var den svenske rigsdags indførelse af en ny forfatning og en ny kongeslægt, nemlig Bernadotte.

### Industrialisering
Industrialiseringen begyndte i midten af det 19. århundrede i Skandinavien. I Danmark begyndte industrialiseringen i København, hvortil den begrænsede sig inde 1890'erne, hvor de mindre byer begyndte at vokse kraftigt. Danmark vedblev at være i hovedsagen et landbrugsland til godt op i det 20. århundrede, men landbruget blev moderniseret og forarbejdningen af mejeriprodukter og kød blev mere betydningsfuld som eksportartikel end de uforarbejdede landbrugsprodukter.
I Sverige fik bygningen af jernbanen, der forbandt det sydlige Sverige og minerne mod nord, afgørende betydning Den svenske industri oplevede også et opsving under Første Verdenskrig.

### Skandinavisme
Den moderne anvendelse af betegnelsen Skandinavien stammer fra den skandinavistiske politiske bevægelse, som var aktiv i midten af det 19. århundrede, hovedsageligt mellem Treårskrigen (1848-1850), hvorunder Sverige-Norge bidrog med betydelige militære styrker, og den 2. Slesvigske Krig (1864), da den svenske rigsdag undsagde kongens tilsagn om militær støtte til Danmark.

### Emigration
Mange skandinaver emigrerede til Canada, USA, Australien, Afrika og New Zealand mod slutningen af det 19. århundrede. Den store skandinaviske emigrationsbølge foregik fra 1860'erne til 1880'erne, men betydelig emigration fortsatte til 1930'erne. Langt størstedelen af emigranterne forlod en bondetilværelse for at finde bedre muligheder for landbrug og indtjening. Medregnes Finland og Island forlod en tredjedel af den skandinaviske befolkning deres fødeland over firs år fra 1850. En del af baggrunden for denne omfattende udvandring var den store befolkningstilvækst på grund af faldende dødelighed, som skabte arbejdsløshed og fattigdom. Norge havde den største procentvise udvandring og Danmark den mindste.
Mellem 1820 og 1920 bosatte lidt over to millioner skandinaver sig i USA. Heraf kom en million fra Sverige, 300.000 fra Danmark og 730.000 fra Norge. Tallet for Norge svarer til næsten 80% af landets befolkning i 1800. De fleste af de udvandrede skandinaver i Nordamerika slog sig ned i Minnesota, Iowa, North og South Dakota, Wisconsin, de canadiske prærier samt Ontario.

### Møntunion
Den Skandinaviske Møntunion var en møntunion, der blev indgået mellem Sverige og Danmark 5. maj 1873, hvor krone og øre blev indført på basis af guldmøntfod. Norge, der var i union med Sverige, indtrådte i unionen to år senere i 1875 ved at fastlægge valutaen til guld efter samme værdi som i Danmark og Sverige (1 krone = 0,403 gram guld). Møntunionen var en af de få synlige resultater af den skandinaviske politiske bevægelse i det 19. århundrede. 
Unionen sikrede faste vekselkurser og monetær stabilitet, men medlemslandene fortsatte med at udstede egne mønter. Selv om det ikke fra starten var hensigten eller forventningen, blev det i praksis sådan, at man kunne bruge de enkelte landes møntenheder som ligeværdige og lovligt betalingsmiddel i hele regionen, selv om de formelt set var forskellige.
Første verdenskrigs udbrud i 1914 betød afslutningen på møntunionen. Sverige ophævede binding mod guld 2. august 1914 og uden en fast vekselkurs blev det umuligt at bruge valutaerne frit.

## 1900-tallet

### Første verdenskrig
Alle tre skandinaviske lande holdt sig neutrale under første verdenskrig. Imidlertid have krigen markant indflydelse på økonomien i regionen, især på grund af den britiske blokade af Tyskland. Denne blokade kunne omgås med en handelsaftale med Storbritannien. Danmark indkaldte store militære styrker, men Tyskland krænkede alligevel dansk suverænitet i et vist omfang, for eksempel gennem mineudlægning i Øresund. Et ret stort antal etniske tyskere fra Sønderjylland deltog i krigen som en del af den tyske hær.

### Velfærdsstatens udvikling
Alle tre lande indførte den sociale velfærdsstat i begyndelsen og midten af det 20. århundrede. Dette skyldes til dels den dominerende rolle, som socialdemokraterne i Sverige og Danmark samt Arbeiderpartiet i Norge havde.

### 2. verdenskrig
Hen imod 2. verdenskrigs udbrud var såvel De Allierede som Aksemagterne bange for, at deres fjender skulle få magten over Skandinavien. Storbritannien regnede med, at Tyskland planlagde en invasion, og havde ikke lyst til at kæmpe der. Samtidig frygtede Tyskland, at Storbritannien kunne få baser i regionen og hævdede, at de havde mistanke om hurtig invasion. I tilgift satte Tyskland stor pris på den jernmalm, de modtog via Norge, og de kunne ikke tåle til at undvære den. De havde endvidere et godt øje til de norske isfri havne. Det gjorde landet til et primært mål med Danmark som sekundært mål mest for at muliggøre invasionen i Norge. Efter måneders planlægning invaderede Tyskland både Danmark og Norge den 9. april 1940.
Reaktionen fra de to lande var meget forskellig. Danmark overgav sig blot to timer efter invasionen med et tab på kun seksten mand. Hensigten var at undgå civile tab samt at få en favorabel aftale med Tyskland. Norge nægtede derimod at overgive sig og kæmpede for fuld kraft. De vestlige allierede sendte militær assistance, men indsatsen blev ikke styret ordentligt. Derfor måtte Norge også overgive sig fuldstændigt til angriberne, hvilket skete 10. juni 1940.
Danmarks strategi viste sig at være mere gavnlig på lang sigt. Det var en af grundene til, at Tyskland gav landet udstrakt selvstyre. En anden grund var, at de ikke havde noget egentligt formål med Danmark. Efter invasionen ville de ikke bare opgive landet, men så det som en fast del af deres rige. Desuden blev danskerne betragtet som arier af nazistiske ideologer, hvilket også var til landets gavn. Alle disse årsager gjorde, at Danmark kunne bibeholde deres parlament, konge og store dele af de normale samfundsfunktioner. Imidlertid voksede bitterheden mod Tyskland, og mindre sabotagehandlinger rettet mod tyske interesser blev almindelige. Tysklands reaktion var at sætte den danske samlingsregering ud af spillet og indføre krigsretstilstand.
Norge blev behandlet langt mere hårdhændet under hele deres besættelse. Oppositionspartier blev forbudt, og Nasjonal Samling (det norske nazistiske parti) fik alle regeringsposter. Vidkun Quisling blev indsat som diktator. Fagforeninger fik kun lov til at eksistere, hvis de accepteres nazistisk kontrol. På trods af disse undertrykkende foranstaltninger var der alligevel ret stor grad af samarbejde. Omkring ti procent af befolkningen støttede det nazistiske parti, og en del derudover gik ind for dele af deres program. Overordnet set var der dog en fjendtlig stemning, og det var nødvendigt med en besættelsesmagt på næsten én tysk soldat for hver 10 nordmænd.
Danmark og Norge havde også forskellige tilgange til samarbejdet om Tysklands folkedrabspolitik. Danskerne gjorde en betydningsfuld indsats for at beskytte de danske jøder. Mere end 96% af den jødiske befolkningsgruppe blev med både transporteret i sikkerhed i Sverige, mens andre blev holdt skjult af kristne danske familier og organisationer. Det norske politi hjalp derimod med til at fange de norske jøder. Dette var medvirkende til, at 40% af de norske jøder blev myrdet i de nazistiske koncentrationslejre.
Som det eneste af de tre skandinaviske lande blev Sverige ikke invaderet og holdt sig nominelt neutrale gennem krigen. De havde held til at holde fred med tyskerne ved at levere de ønskede råstoffer. Den svenske regering var meget påpasselig med at undgå at ophidse nazisterne, og man gik så vidt, at man overtalte avisredaktører til at udøve selvcensur i den retning. Der var dog undtagelser fra deres neutralitet. For eksempel gav de asyl til de jøder, der undslap fra Danmark, og de ydede i mindre omfang humanitær hjælp til Finland under Vinterkrigen.

### Efterkrigstiden
Efter afslutningen på anden verdenskrig var alle tre skandinaviske lande enige om, at der var brug for en slags fælles forsvarspolitik. De begyndte at forhandle om en skandinavisk forsvarsunion. Ideen var, at de tre skandinaviske lande, hvis de indgik i en alliance, skulle vedblive at være suveræne lande, men handle som en samlet blok i udenrigs- og sikkerhedsspørgsmål. Der blev forhandlet om den foreslåede union i en fælles skandinavisk komite hen over vinteren 1948-1949, men koldkrigsspændingerne mellem USA og Sovjetunionen samt forberedelserne til en vestlig alliance, der resulterede i vedtagelsen af Atlantpagten, overskyggede disse forhandlinger. Da det blev kendt, at den vestlige alliance ikke kunne ruste de skandinaviske lande, inden deres egen presserende behov var dækket, betød det et vendepunkt for Norge, som trak sig ud af forhandlingerne. Danmark var fortsat indstillet på at indgå i en alliance med Sverige, men svenskerne kunne ikke for alvor se fordelene herved, og forslaget faldt endeligt til jorden. Norge og Danmark indgik efterfølgende med de lande, der stiftede Atlantpagten og medlemmer af NATO. Sverige forblev neutrale efter en ophedet debat. Nogle giver svenskerne æren for, at Finland kunne holde sig uden for jerntæppet, idet Sovjetunionen kunne have følt sig truet, hvis de med Sverige havde et NATO-land så tæt på.

### Europæisk integration
De nordiske lande etablerede Nordisk Råd i 1952 og den nordiske pasunion to år senere. 
Efter en folkeafstemning i 1972 blev Danmark i 1973 første skandinaviske medlem af EF, som senere blev til EU. Sverige trådte ind i EU i 1995; efter Sovjetunionens fald følte Sverige, at de kunne tillade sige dette uden at provokere. Norge står fortsat uden for EU efter folkeafstemninger om medlemskab i 1972 og 1994, men landet har underskrevet Schengen-samarbejdet og er medlem af EØS (Europæisk Økonomisk Samarbejdsområde). Ingen af de skandinaviske lande har tilsluttet sig Euroen, hvilket blev nedstemt efter folkeafstemninger i både Danmark og Sverige. I alle de skandinaviske lande er der en betydelig grad af skepsis for Euroen på trods af deres entusiasme for samarbejde og multilateralisme. Danmark stemte nej til Maastricht-traktaten i 1992, hvilket gav anledning til uro i samfundet og gennemtvang en genforhandling, herunder et fravalg af den foreslåede fælles valuta.